# آمدم ای شاه پناهم بده
«آمدم ای شاه پناهم بده» که به نام «در این قطعه از بهشت» هم شناخته می‌شود، تصنیفی دربارهٔ علی بن موسی الرضا است. خوانندهٔ اثر محمدعلی کریم‌خانی و آهنگساز آن آریا عظیمی‌نژاد هستند. شعر این قطعه نیز توسط حبیب‌الله چایچیان سروده شده‌است. به گفته خبرگزاری مهر این موسیقی به یکی از پرطرفدارترین موسیقی‌های تولید شده در این زمینه تبدیل شده‌است.

## محتوا و شعر
شعر این قطعه اثر حبیب‌الله چایچیان (متخلص به «حسان») است. او ماجرای سرودن شعر را اینطور روایت کرده‌است که برای زیارت حرم امام رضا با مادر بیمارش به مشهد می‌رود تا او را به آخرین آرزویش برساند؛ اما به علت ازدحام جمعیت موفق به رسیدن به ضریح نمی‌شوند. چایچیان تلاش می‌کند مادرش را از رسیدن به ضریح منصرف کند ولی وی اصرار می‌کند. در این موقعیت چایچیان این شعر را می‌سراید و وقتی به قسمت تخلص شعر می‌رسد، می‌بیند که مادرش خود را به ضریح رسانیده‌است. چایچیان دربارهٔ این شعر می‌گوید:«این شعر در حقیقت زبان حال مادرم در آخرین لحظات عمرش است».

## تولید
آریا عظیمی نژاد موسیقیدان و نوازنده معروف ایرانی که سابقه کار هایی مانند میم مثل مادر را در کارنامه خود دارد به آهنگسازی این تصنیف پرداخت است. وی متولد سال ۱۳۵۲ در شهر تهران می باشد و تاکنون در فیلم ها و سریال های زیادی به ساخت آهنگ پرداخته است. محمد علی کریمخانی مداح معاصر این قطعه را خوانده است وی توسط محمد اصفهانی خواننده معروف برای اجرای این قطعه به آریا عظیمی نژاد معرفی شد. پیش از این سابقه ضبط استودیویی نداشته و به مداحی سنتی می‌پرداخته است.

کریمخانی تولید اثر را این‌طور توضیح می‌دهد که:
برای تهیه این کار به علی بن موسی رضا توسل کردیم و کار را به صاحبش سپردیم، حدود چهار ساعت زمان برد تا این قطعه که شامل سه بیت است، آماده شود. البته حدود پنج یا شش بیت را خواندم اما همین سه بیت انتخاب شد. مدام می‌خواندیم ولی کار درستی تهیه نمی‌شد و خودمان را راضی نمی‌کرد. من که دلگیر شده بودم از اینکه تلاشم به نتیجه نمی‌رسید، گفتم برویم، شاید لیاقت این کار را نداریم. ناگهان حسی به من دست داد که نمی‌توانم آن لحظه را توصیف کنم، حسی غریب بود که متوجه شدم شاید اگر بار دیگر تلاش کنیم، تلاش ما به نتیجه برسد، عظیمی‌نژاد را صدا زدم، شروع کردیم. اگر به‌خاطر داشته باشید من ابتدای شعر گفتم «آمده‌ام» و بار دیگر برگشته‌ام و شعر را تکرار کرده‌ام که: «آمدم ای شاه...»، عظیمی‌نژاد دلش نمی‌آمد همان «آمده‌ام» از ابتدای شعر را حذف کند، معتقد بود هرچند با شعر هماهنگ و جور نیست ولی تأثیری دارد که نباید نادیده گرفته شود، حس‌وحالی در همان خواندن آن لحظات بود که شعر را اثرگذار کرد.

## انتشار
این قطعه در سال ۱۳۸۶ ساخته شد و در سال ۱۳۸۹ با پخش از صدا و سیمای ایران به شهرت عمومی رسید. از زمان انتشار آن تاکنون، به مناسبت تولد یا وفات علی بن موسی الرضا از رسانه‌های صوتی و تصویری پخش می‌شود.

## متن شعر
| آمدم ای شاه پناهم بده       |  | خط امانی ز گناهم بده        |
| ای حرمت ملجأ درماندگان      |  | دور مران از در و راهم بده   |
| ای گل بی‌خار گلستان عشق      |  | قرب مکانی چو گیاهم بده      |
| لایق وصل تو که من نیستم     |  | اذن به یک لحظه نگاهم بده    |
| ای که حریمت به مَثَل کهرباست  |  | شوق و سبک‌خیزی کاهم بده      |
| تا که ز عشق تو گدازم چو شمع |  | گرمی جان‌سوز به آهم بده      |
| لشکر شیطان به کمین من است   |  | بی‌کسم ای شاه پناهم بده      |
| از صف مژگان نگهی کن به من   |  | با نظری یار و سپاهم بده     |
| در شب اول که به قبرم نهند   |  | نور بدان شام سیاهم بده      |
| آنچه صلاح است برای «حسان»   |  | از تو اگر هم که نخواهم، بده |

حبیب‌الله چایچیان متخلص به «حسان» شاعر این قطعه باشد. به گفته ایسنا «حسان» از جمله تاثیرگذارترین شاعران آئینی معاصر بوده است که بارها از سوی سید علی خامنه‌ای  مورد تحسین قرار گرفته بود. تنها سه بیت زیر در تصنیف اجرا شده‌است که مصراع نخست هم به صورت «آمده‌ام، آمدم ای شاه پناهم بده» خوانده می‌شود.
| آمدم ای شاه پناهم بده   |  | خط امانی ز گناهم بده      |
| ای حرمت ملجأ درماندگان  |  | دور مران از در و راهم بده |
| لایق وصل تو که من نیستم |  | اذن به یک لحظه نگاهم بده  |